# Județul Odorhei (interbelic)
Județul Odorhei a fost o unitate administrativă de ordinul întâi din Regatul României, aflată în regiunea istorică Transilvania. Reședința județului era orașul Odorhei.

## Întindere

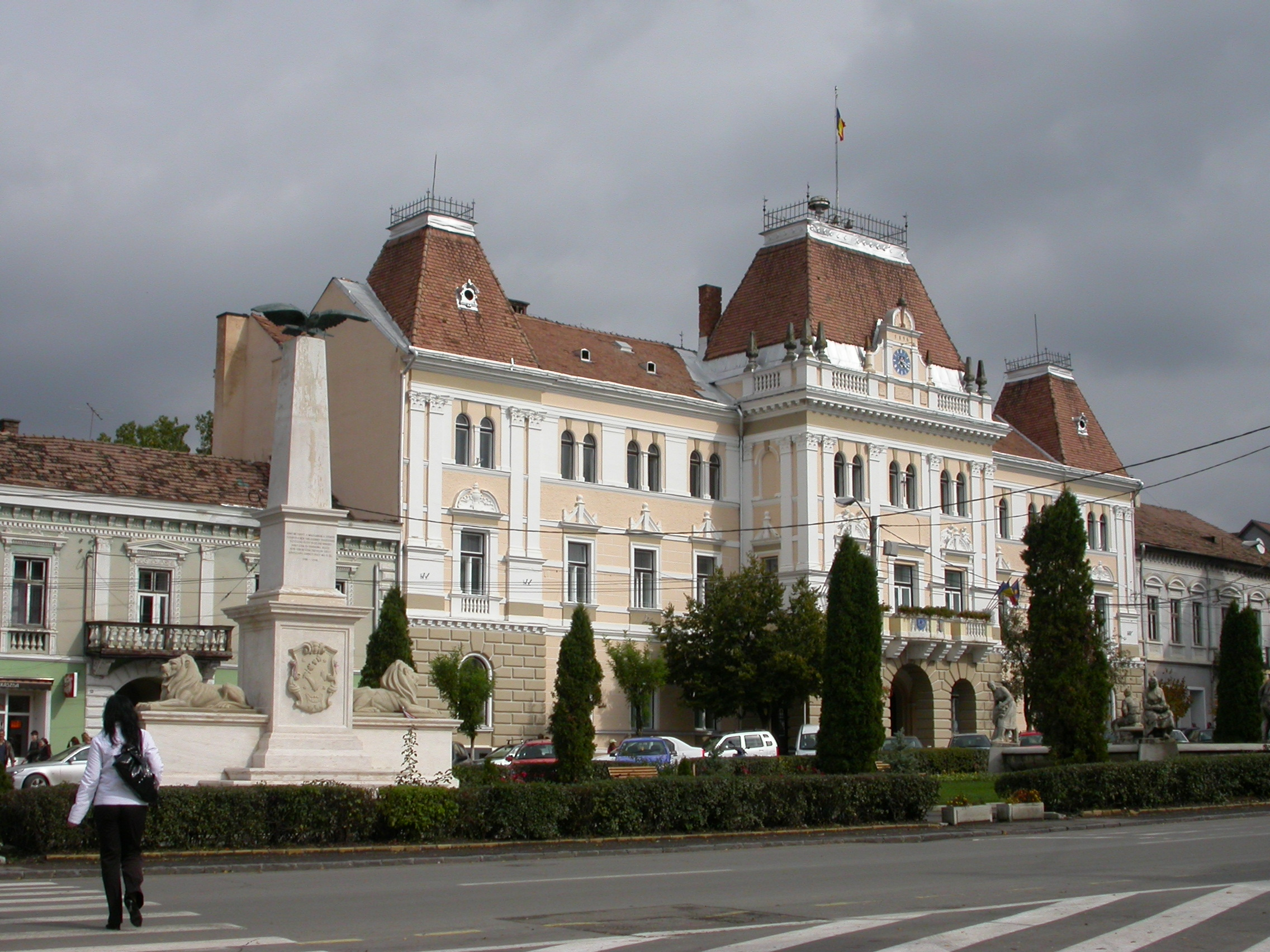
Clădirea Prefecturii județului Odorhei din perioada interbelică. Clădirea-monument istoric, construită în anul 1896 și situată în Piața Primăriei nr. 5, este în prezent sediul Primăriei municipiului Odorheiu Secuiesc.

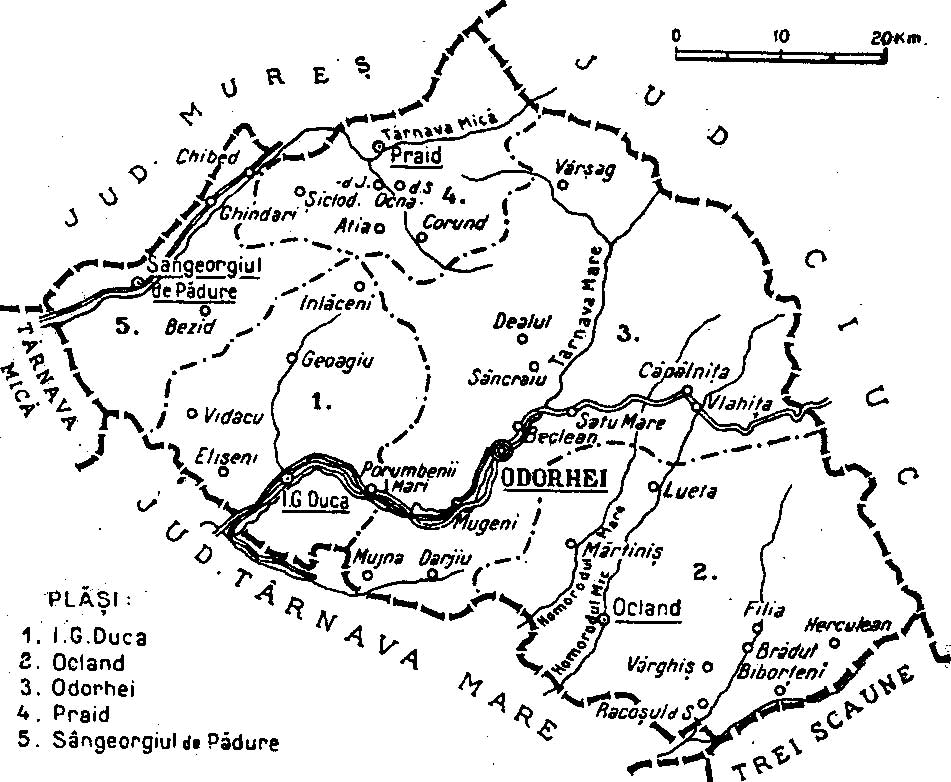
Harta județului, cu dispunerea și denumirea plășilor, în anul 1938.

Județul se afla în partea centrală a României Mari, în estul regiunii Transilvania. În prezent teritoriul lui cuprinde mare parte din actualul județ Harghita, dar și zone din județele Covasna și Mureș. Se învecina la vest și sud-vest cu județele Târnava Mică și Târnava Mare, la nord cu județul Mureș, la est cu județul Ciuc, iar la sud cu județul Trei Scaune. Județul a fost desființat odată cu reforma administrativă din 6 septembrie 1950.

## Organizare
Teritoriul județului era împărțit inițial în patru plăși:
1. Plasa Cristur,
2. Plasa Ocland,
3. Plasa Odorhei și
4. Plasa Praid.

Ulterior, teritoriul județului a fost reorganizat, astfel încât au mai rămas doar plășile Ocland, Odorhei, Praid. Plasa Cristur a fost eliminată. Aceasta este noua organizare a județului după eliminarea plășii Cristur. În total, județul era format din 5 plăși.
1. Plasa Sângeorgiu de Pădure
2. Plasa Ion Gheorghe Duca
3. Plasa Ocland
4. Plasa Odorhei
5. Plasa Praid

## Populație
Conform datelor recensământului din 1930 populația județului era de 130.282 locuitori, dintre care 91,6% maghiari, 4,9% români, 2,0% romi, 1,0% evrei, 0,4% germani ș.a. Din punct de vedere confesional, populația era alcătuită din 37,4% reformați, 34,6% romano-catolici, 20,6% unitarieni, 3,7% ortodocși, 1,1% mozaici, 1,1% greco-catolici ș.a.

### Mediul urban
În anul 1930 populația urbană a județului era de 8.518 locuitori, dintre care 81,3% maghiari, 11,3% români, 3,3% evrei, 2,0% germani, 1,4% romi ș.a. Sub aspect confesional orășenimea era alcătuită din 51,3% romano-catolici, 25,9% reformați, 8,0% ortodocși, 5,3% unitarieni, 3,7% mozaici, 3,3% greco-catolici, 1,9% lutherani ș.a.

## Materiale documentare

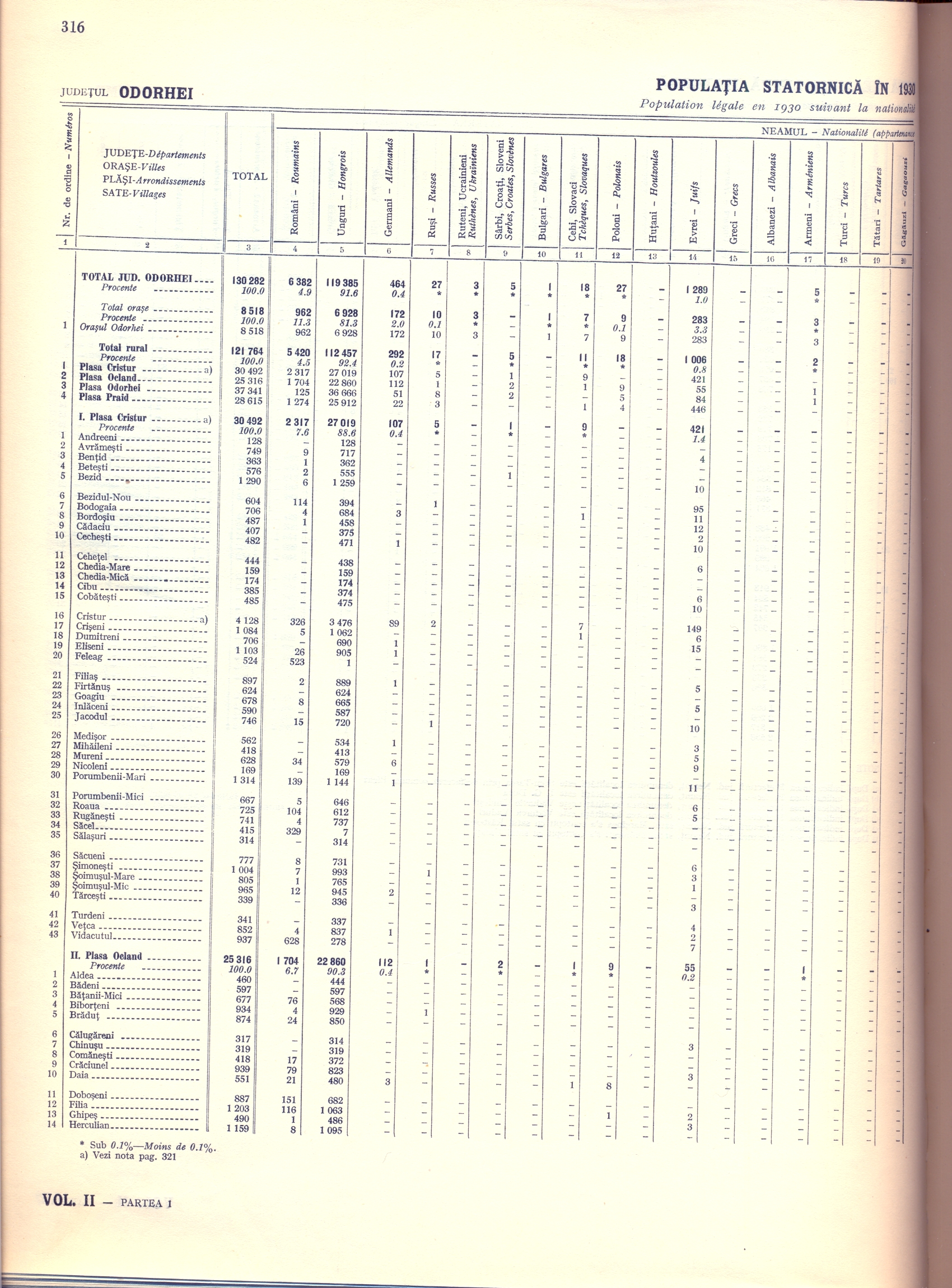
Populația județului în anul 1930, după etnie și limbă maternă
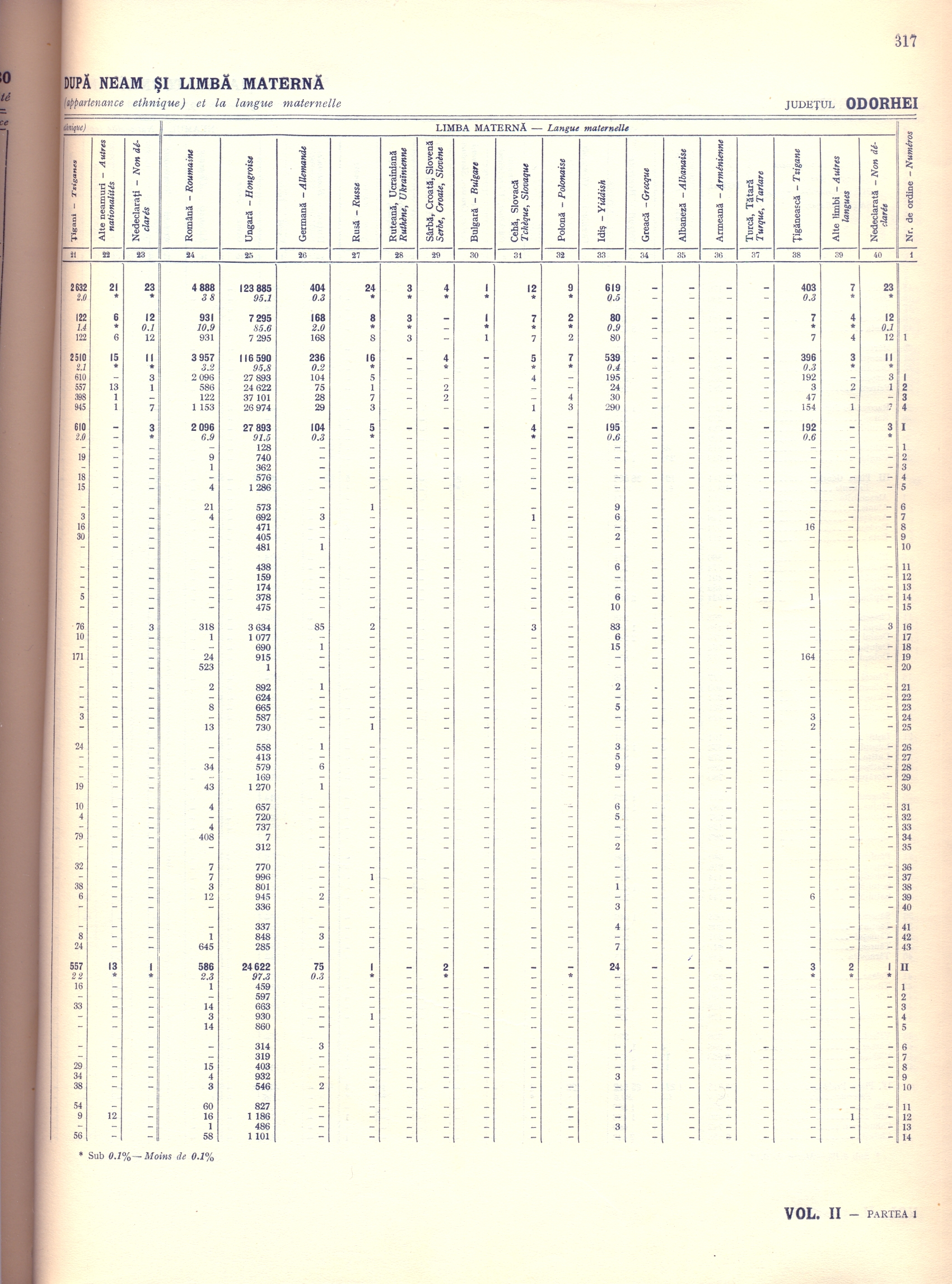
Populația județului în anul 1930, după etnie și limbă maternă
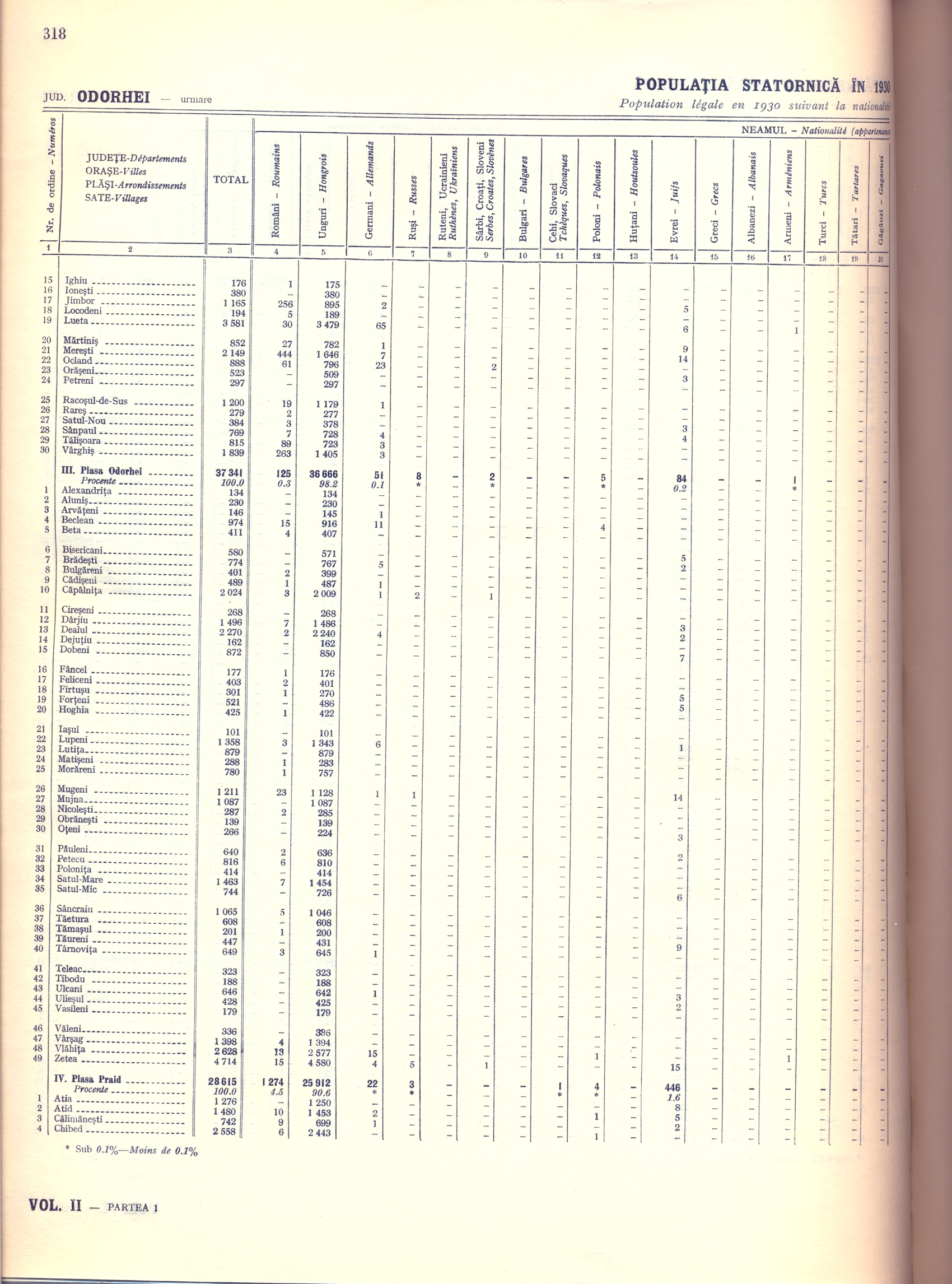
Populația județului în anul 1930, după etnie și limbă maternă
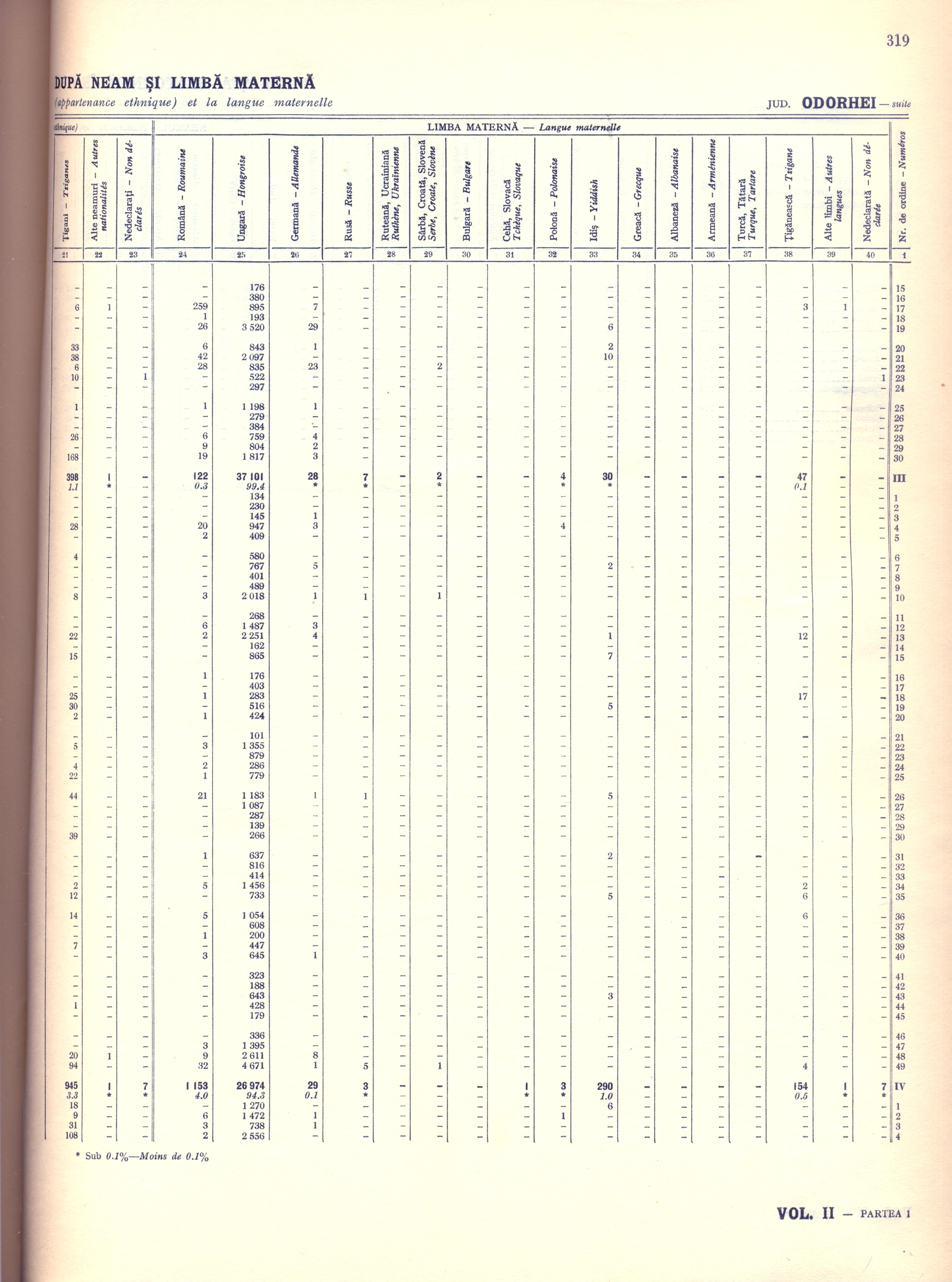
Populația județului în anul 1930, după etnie și limbă maternă
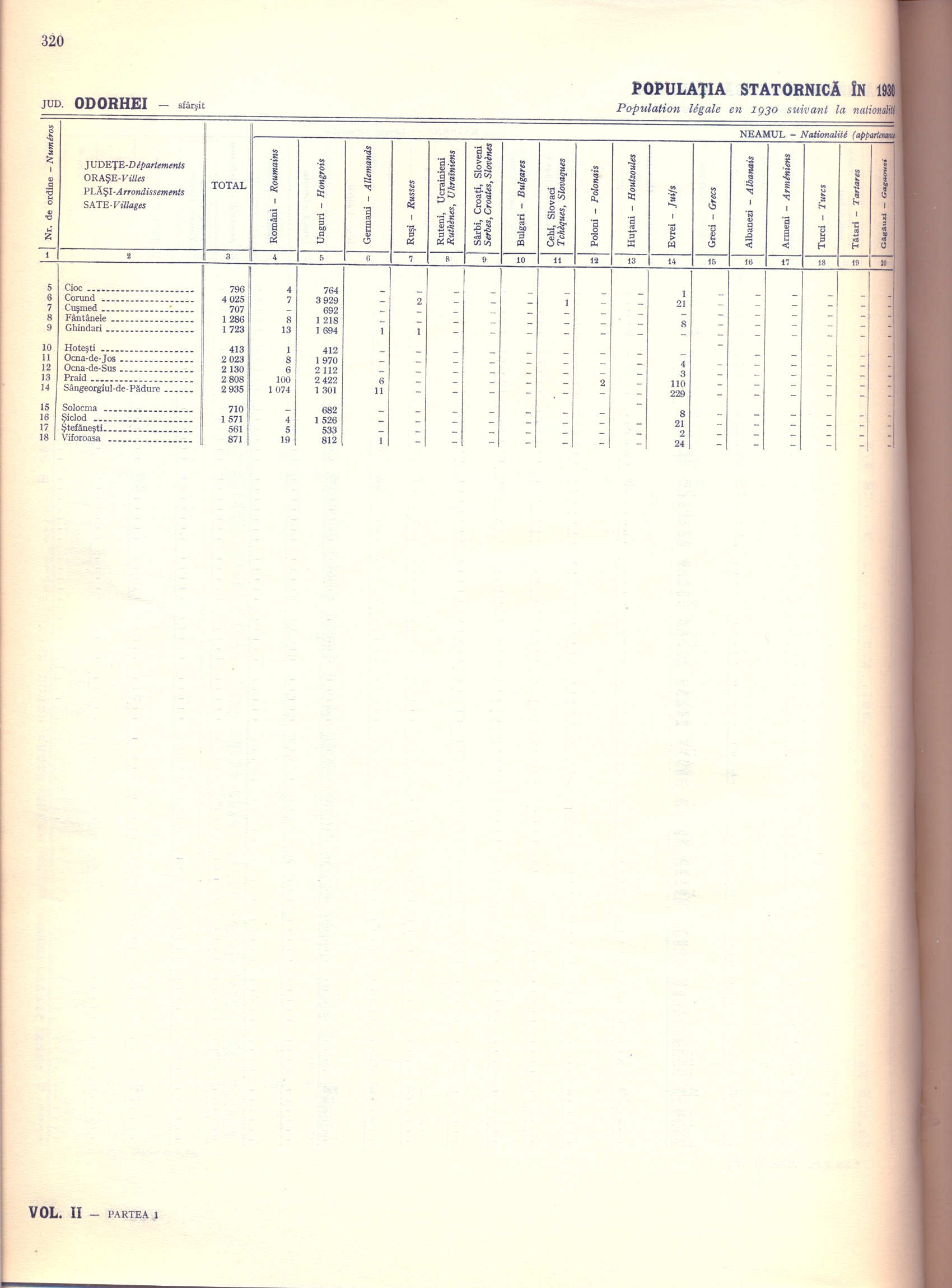
Populația județului în anul 1930, după etnie și limbă maternă
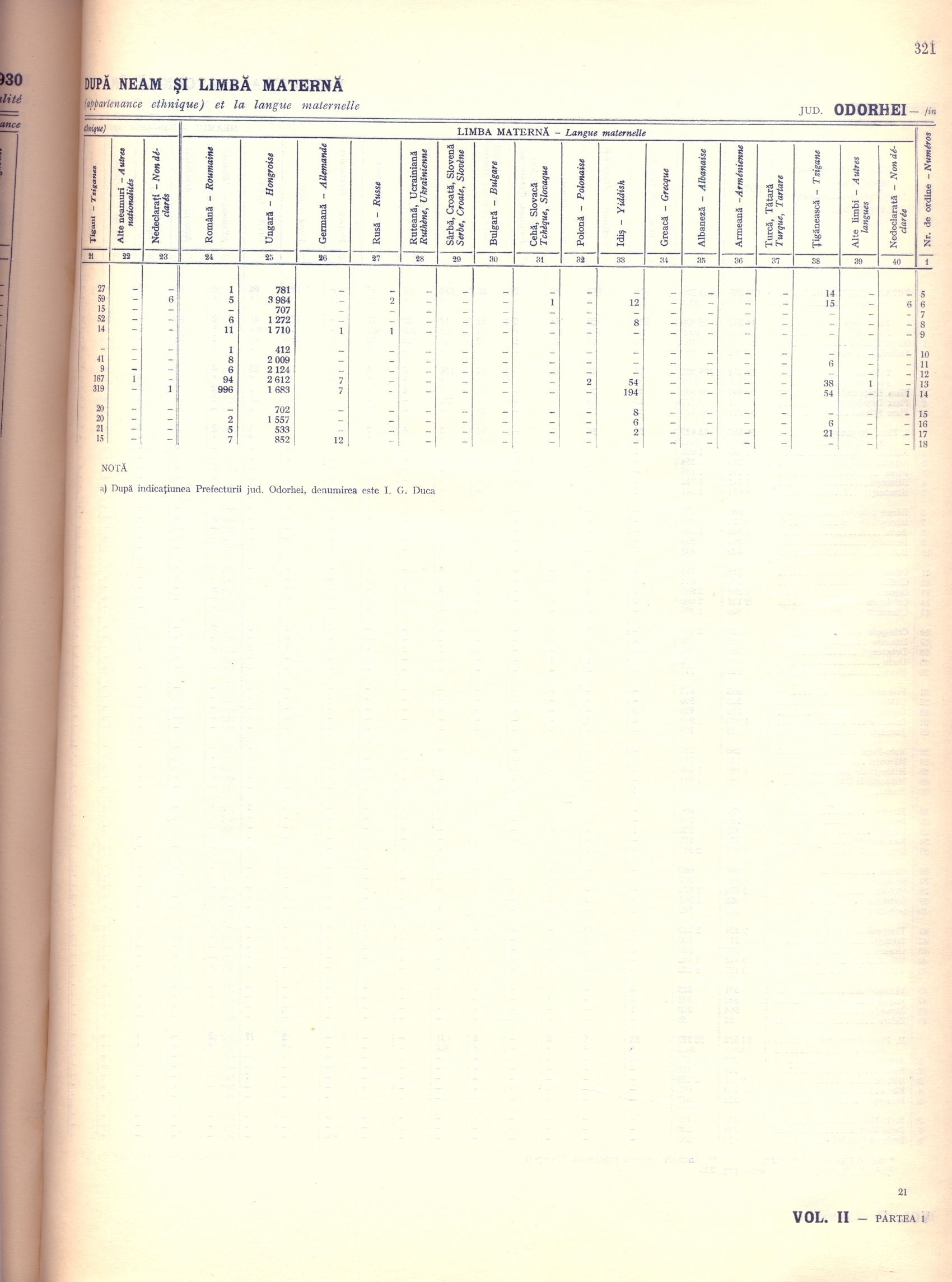
Populația județului în anul 1930, după etnie și limbă maternă
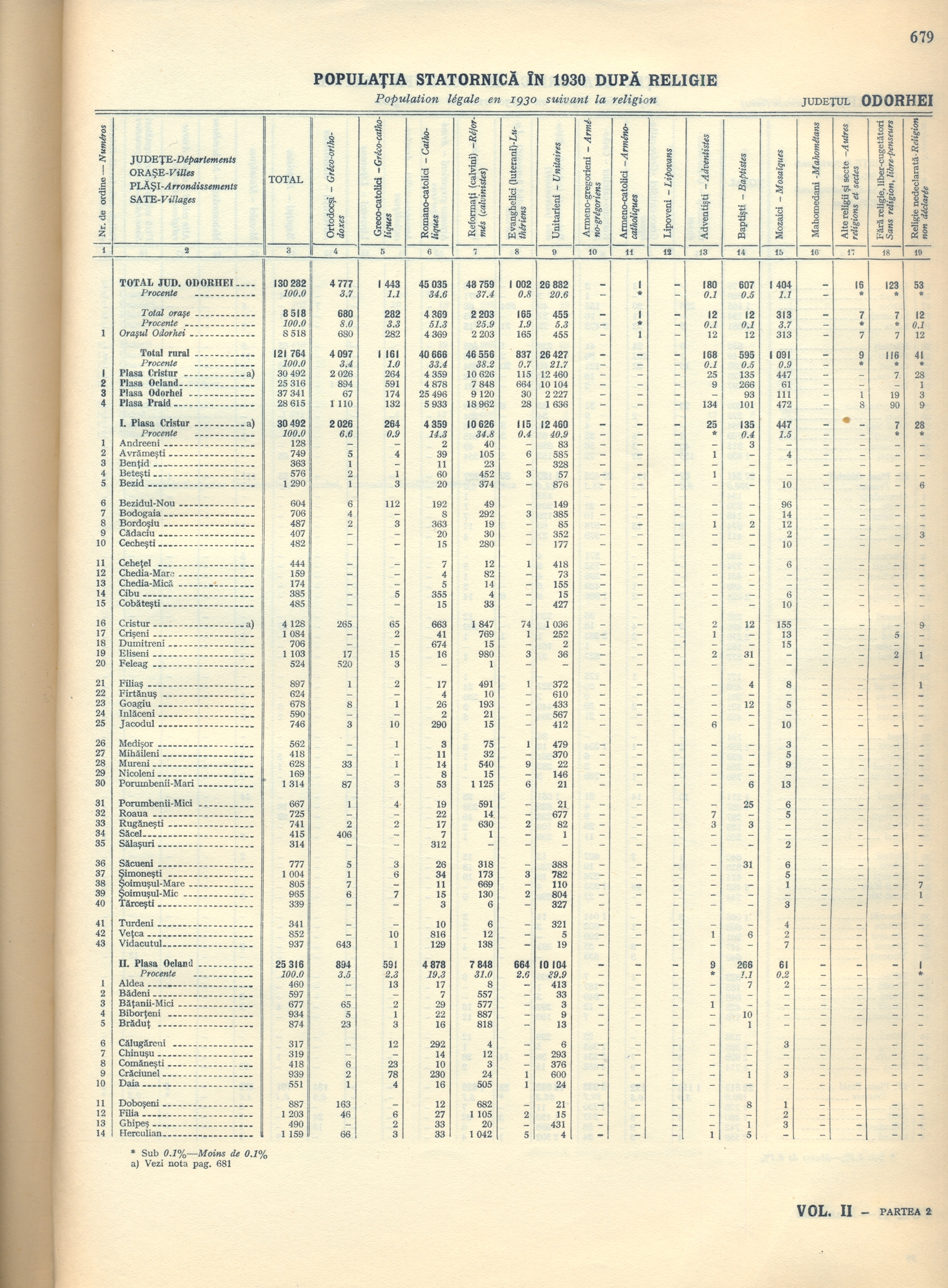
Populația județului în anul 1930, după religie
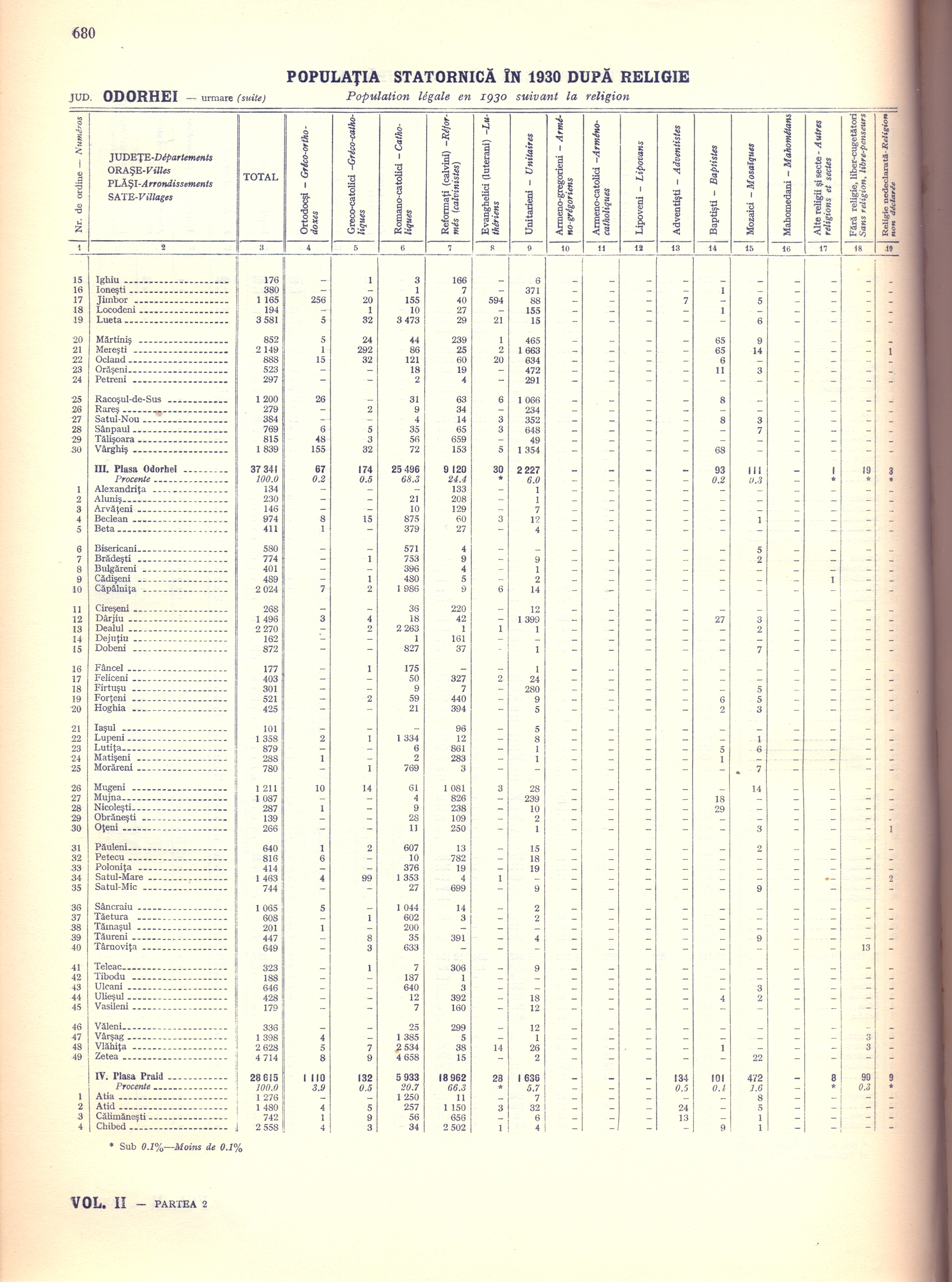
Populația județului în anul 1930, după religie
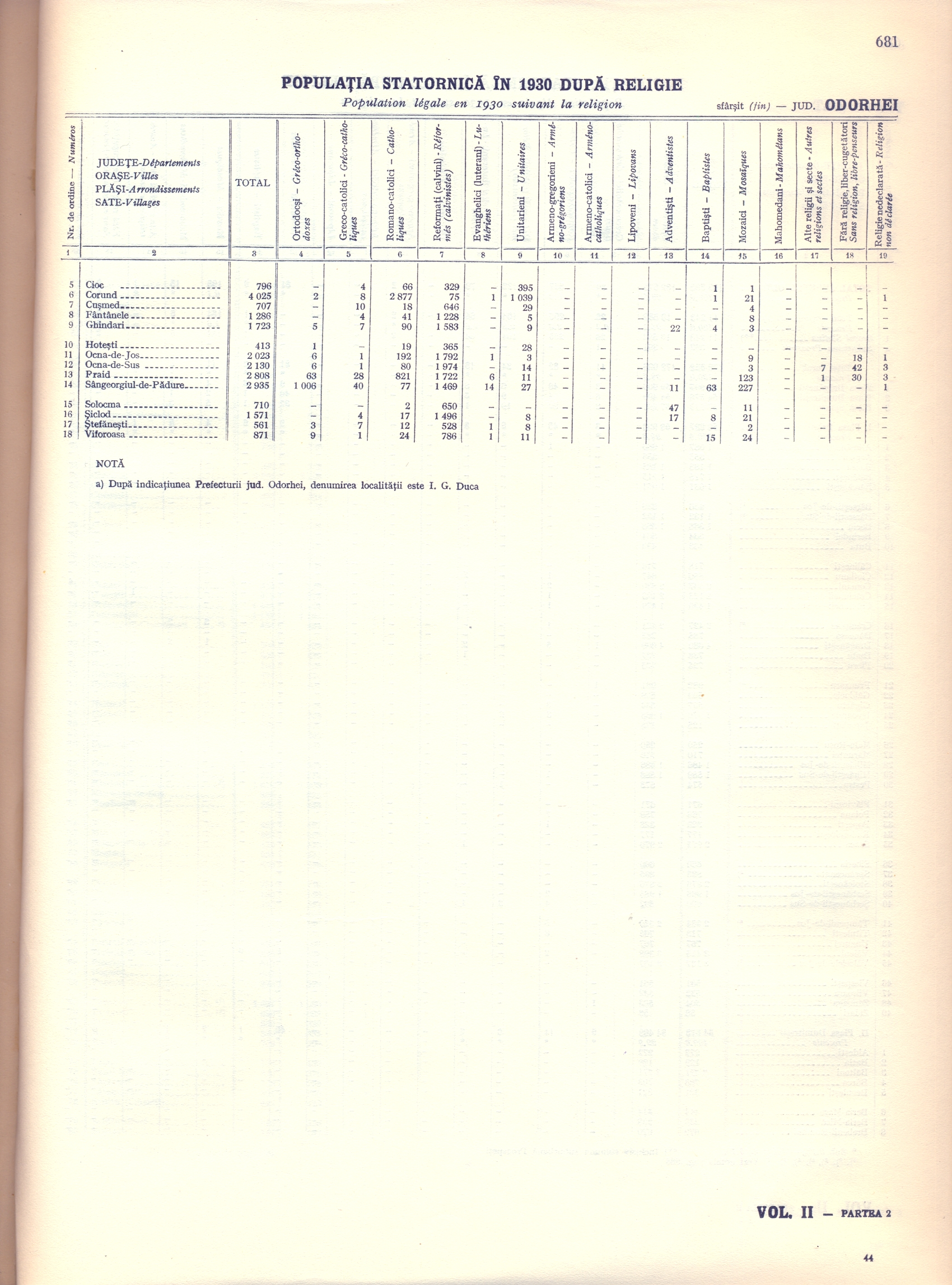
Populația județului în anul 1930, după religie